# Velfarre

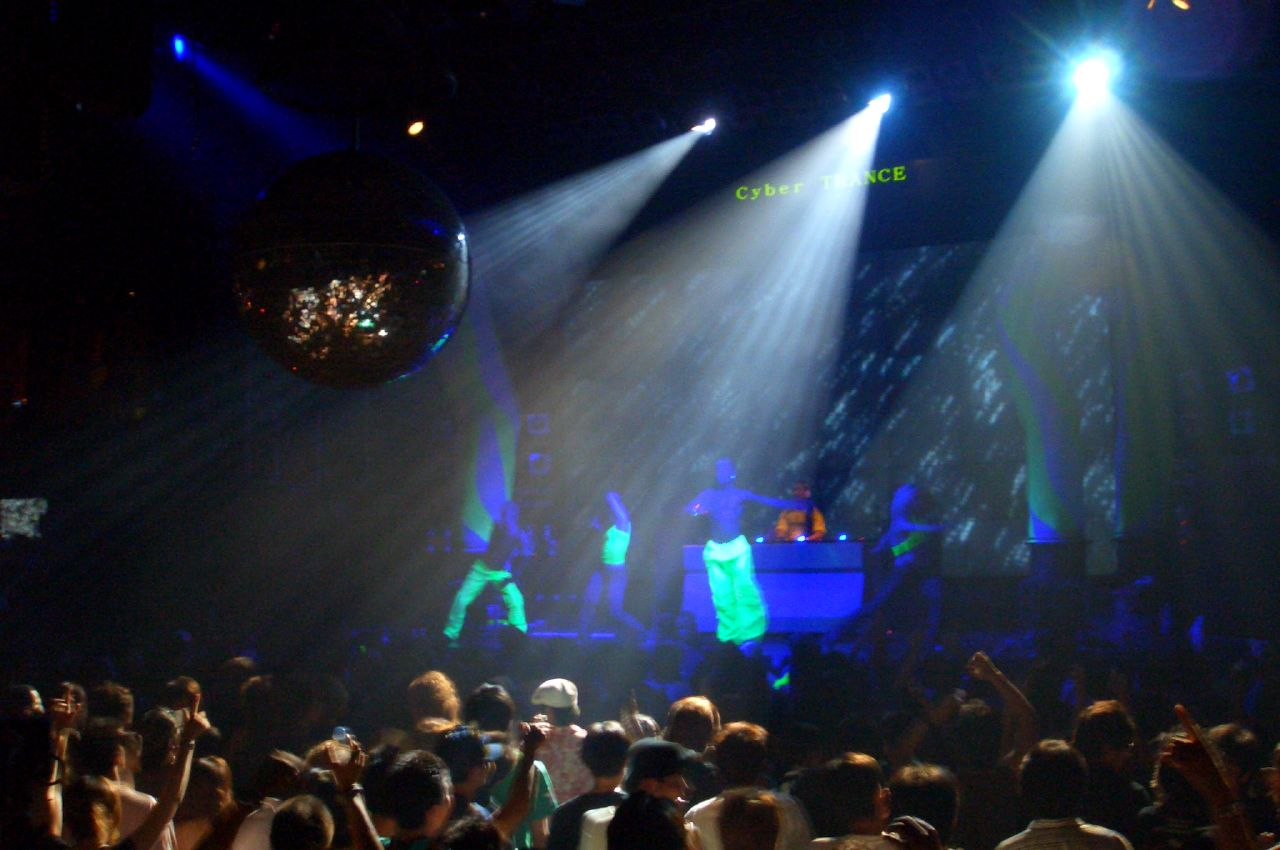
L'intérieur du Velfarre en 2005.

Le Velfarre (ヴェルファーレ, Verufāre) est une discothèque située dans le district de Roppongi à Tokyo, au Japon. Le Velfarre s'autoproclame « plus grande discothèque d'Asie » avec une capacité de 1 500 personnes, avec trois étages plus haut et plus bas ; dirigé par Tetsuya Komuro et Avex Trax. Velfarre est connu pour ses événements liés à la trance, l'Eurobeat, la techno, la Para Para, et le disco. Le Velfarre organise des concerts pour les musiciens signés par Avex Trax, et peut être loué pour des événements privés.

## Influence
Le Velfarre a joué un rôle significatif dans la scène Para Para. En 1998, Le Velfarre organise son premier événement Para Para appelé SEF HYPER ; SEF étant un acronyme pour Super Euro Flash. Les Hi-NRG Attack Studios ont d'ailleurs produit plusieurs morceaux Eurobeat dédiés au Velfarre : Hey Hey Velfarre, Velfarre 2000, Everybody Velfarre, et The Class of Velfarre de Bazooka Girl, Super Euro Flash de Franz « V.I.P. » Tornado et Bazooka « T.C.V. » Girl, Velfarre 2006 de Garcon, et Velfarre 10 de Franz Tornado et Bazooka Girl.
Le Velfarre est aussi la maison de DJ trance de renom comme Johan Gielen et Ferry Corsten. La trance fait fondamentalement partie du Velfarre. John Robinson s'y présente pour la première fois lors du Millenia et du PLANET LOVE.

## Fermeture
Le Velfarre a ouvert le 2 décembre 1994 et fermé ses portes le 1er janvier 2007. Après douze ans d'activité, le Velfarre est forcé à fermer et laissé à l'abandon, car étant sur une terre non constructible. Le 31 décembre 2006, le Velfarre organise son dernier événement, intitulé Countdown to the Future, et le 1er janvier 2007, the LAST DANCE.
En juillet 2011, Niwango, opérateur du Nico Nico Douga, lance le Nicofarre au même endroit mais en plus restreint.
Le nouveau club comprend cinq grands écrans LED projetant des commentaires visant le public, dans un style similaire au Niconico.